# Hexatoma subgracilis
Hexatoma subgracilis är en tvåvingeart som beskrevs av Alexander 1939. Hexatoma subgracilis ingår i släktet Hexatoma och familjen småharkrankar. Inga underarter finns listade i Catalogue of Life.